# Астемизол
Астемизол — относится к группе блокаторов H1-гистаминовых рецепторов и обладает противоаллергическим эффектом. В 1999 году был отозван с рынка в связи с выявлением редких, но опасных для жизни побочных эффектов.

## Международное наименование
Астемизол (Astemizole)

## Групповая принадлежность
Блокатор H1-гистаминовых рецепторов 2 поколения.

## Описание действующего вещества (МНН)
Астемизол.

## Фармакологическое действие
Антигистаминное средство длительного действия. Блокирует периферические и H1-гистаминовые рецепторы, устраняет вызываемые гистамином спазмы гладкой мускулатуры, уменьшает проницаемость капилляров. Ослабляет бронхоспазм, вызываемый физической нагрузкой и гипервентиляцией лёгких. Обладает слабой антисеротониновой активностью. Практически не оказывает седативного и холиноблокирующего действия. Действие развивается в течение 24 ч (иногда на 2—3 сут) и достигает максимума через 9—12 сут.
Продолжительность эффекта зависит от длительности предшествующей терапии (подавление кожных проб может сохраняться несколько недель после прекращения приёма).

## Показания
Аллергический ринит (сезонный и круглогодичный), аллергический конъюнктивит, аллергические кожные реакции (хроническая идиопатическая крапивница и другие), ангионевротический отёк (лечение и профилактика). Анафилактические и анафилактоидные реакции, бронхиальная астма (вспомогательная терапия).

## Противопоказания
Гиперчувствительность, беременность, период лактации, ранний детский возраст (до 2 лет), удлинение интервала Q-T на ЭКГ (в том числе в анамнезе), одновременный приём с кетоконазолом и итраконазолом, кларитромицином, эритромицином, тролеандомицином, мибефрадилом, печёночная недостаточность. C осторожностью при гипокалиемии.

## Побочные действия
Седативный эффект (более выражен при применении в высоких дозах), сухость слизистой оболочки полости рта, носа и горла, повышение аппетита и массы тела, тахикардия, при применении в высоких дозах — сонливость, сердцебиение, удлинение интервала Q-T, аритмия (в том числе желудочковая по типу «пируэт»), коллапс.

### Передозировка
Симптомы: головная боль, тошнота, спутанность сознания, удлинение интервала Q-T на ЭКГ, желудочковая аритмия (в том числе по типу «пируэт»), желудочковая фибрилляция, судороги, коллапс, остановка сердца, смерть.

### Лечение
Промывание желудка, кардиоконтроль в течение 24 часов, симптоматическая и поддерживающая терапия.

## Способ применения и дозы
Внутрь, натощак, за 1 час до или через 2 часа после еды. Взрослым и детям старше 12 лет — по 10 мг 1 раз в сутки. Детям в возрасте 6—12 лет — по 5 мг 1 раз в сутки; младше 6 лет — 2 мг/10 кг в один приём только в виде суспензии. Максимальный срок лечения — 7 дней.

## Особые указания
Не рекомендуется одновременно принимать грейпфрутовый сок (подавляет метаболизм и повышает концентрацию в крови). Не следует превышать рекомендуемые дозы. Пациентов следует предупредить о потенциальной возможности развития антихолинергических эффектов (сухость слизистых оболочек).
Если на фоне приёма астемизола наблюдаются обморочные состояния, следует немедленно прекратить приём и обследовать пациента для выявления нарушений сердечного ритма. Рекомендуется прекратить применение не менее чем за 4 недели до проведения кожной пробы на аллергены.
Адекватных и строго контролируемых исследований безопасности применения астемизола при беременности не проведено. В экспериментальных исследованиях было выявлено эмбриотоксическое действие астемизола. Неизвестно, выделяется ли астемизол с грудным молоком у человека. В экспериментальных исследованиях установлено, что астемизол выделяется с молоком у лактирующих собак. Следует иметь в виду, что метаболиты астемизола могут оставаться в организме матери до 4 месяцев после прекращения терапии.
В период лечения необходимо соблюдать осторожность при вождении автотранспорта и занятии другими потенциально опасными видами деятельности, требующими повышенной концентрации внимания и быстроты психомоторных реакций.

## Взаимодействие
Этанол и другие лекарственные средства, угнетающие ЦНС, — возможно усиление угнетающего действия на ЦНС. Назначение других лекарственных средств, оказывающих антихолинергический эффект, усиливает антихолинергическое действие астемизола.
Азитромицин, кларитромицин, эритромицин, тролеандомицин; лекарственные средства, удлиняющие интервал Q-T (трициклические антидепрессанты, БМКК, особенно бепридил, цизаприд, дизопирамид, мапротилин, фенотиазины, пимозид, прокаинамид, хинидин, спарфлоксацин), — риск развития кардиотоксического действия (удлинение интервала Q-T, развитие аритмии по типу «пируэт» и другие желудочковые аритмии).
Флуконазол, итраконазол, кетоконазол, метронидазол, миконазол и другие ингибиторы системы цитохрома P450, мифебрадил — повышение плазменной концентрации астемизола и риск развития кардиотоксического действия.
Ингибиторы ВИЧ-протеаз, ингибиторы обратного захвата серотонина: флувоксамин, нефазодон, ритонавир и сертралин снижают метаболизм терфенадина in vitro, однако клиническое значение этих данных не установлено, поэтому до установления окончательной оценки этих данных и, учитывая сходную химическую структуру астемизола и терфенадина, одновременное применение астемизола и перечисленных лекарственных средств не рекомендуется.